# Zespół dworski w Krzysztoforzycach
Zespół dworski w Krzysztoforzycach  – znajdujący się w Krzysztoforzycach, w gminie Kocmyrzów-Luborzyca, w powiecie krakowskim.
W 1629 roku Krzysztoforzyce należały do Giebułtowskiego a w 1680 do Seweryna lub Marcina Kalinowskiego. W XIX stuleciu majątek należał do rodziny Michałowskich i w nim 9 czerwca 1855 roku zmarł malarz Piotr Michałowski. W skład obiektu który został wpisany do rejestru zabytków nieruchomych województwa małopolskiego, wchodzi stajnia oraz park. Po 1945 roku majątek został rozparcelowany, obecnie budynki dworskie nie istnieją.